# Torneo de Transición 2013 (Chile)
El Campeonato Nacional Petrobras de Transición de Primera División de la Asociación Nacional de Fútbol Profesional 2013 o simplemente Torneo de Transición 2013 fue el primer torneo del año 2013 de la primera división del fútbol chileno y que lo organizó la Asociación Nacional de Fútbol Profesional de Chile (ANFP). Comenzó el 25 de enero y su finalización fue el 2 de junio. El carácter de transición se debe a que en el segundo semestre se dará paso al nuevo torneo el cual adoptará el calendario europeo, iniciando con la temporada 2013/14 por primera vez en el fútbol chileno.
Con respecto al torneo anterior, son 3 los nuevos equipos: San Marcos de Arica, Ñublense y Everton, este último a través de la Liguilla de Promoción, en reemplazo de los descendidos: Unión San Felipe, Deportes La Serena y Universidad de Concepción, este último por la Liguilla de Promoción (tras perder ante Everton por un global de 1-4).
Se estableció que a partir de este torneo, los equipos chilenos pueden disputar solo un torneo internacional durante el año (Copa Libertadores de América o Copa Sudamericana), a excepción de que un equipo de esta categoría, se corone campeón de una edición de la Copa Chile, lo que le permite participar en ambos torneos sudamericanos en un año.
El certamen tuvo como campeón a Unión Española tras igualar en puntaje con Universidad Católica y tomar ventaja de su mayor diferencia de goles en el torneo, lo que le permitió celebrar por séptima vez en su historia un título de Primera División, se consolidó como el quinto equipo más ganador de la historia del fútbol chileno, inscribió por primera vez su nombre en el Huemul de Plata, y como tal tuvo derecho a disputar la primera edición de la Supercopa de Chile contra el campeón de la Copa Chile 2012-13, Universidad de Chile, además de clasificar a la Copa Libertadores 2014 como Chile 1.
Como curiosidad, es la primera vez que el cuadro campeón gana un título de Primera División de Chile en su feudo, el Estadio Santa Laura, y en el único campeón de la historia de la máxima categoría del fútbol chileno en lograr la corona usando el criterio de la diferencia de gol, la cual no rigió en el siguiente torneo, usando un formato de partido de definición en caso de igualdad de puntaje.

## Sistema de Campeonato
Se jugaron diecisiete fechas disputadas bajo el sistema conocido como todos contra todos, en una rueda. Durante el Torneo se observó el sistema de puntos, de acuerdo a la reglamentación de la Internacional F.A. Board, asignándose: tres puntos al equipo que resulte ganador, un punto a cada uno en caso de empate, y cero puntos al perdedor.
El orden de clasificación de los equipos, se determinará en una tabla de cómputo general, de la siguiente manera:
- A) Mayor cantidad de puntos obtenidos; en caso de igualdad;
- B) Mayor cantidad de partidos ganados; en caso de igualdad;
- C) Mayor diferencia entre los goles marcados y recibidos; en caso de igualdad;
- D) Mayor cantidad de goles convertidos; en caso de igualdad;
- E) Mayor cantidad de goles de visita marcados; en caso de igualdad;
- F) Menor cantidad de tarjetas rojas recibidas; en caso de igualdad;
- G) Menor cantidad de tarjetas amarillas recibidas; en caso de igualdad;
- H) Sorteo a realizarse en la sede de la ANFP, bajo supervisión notarial de la FIFA.

### Clasificación a torneos internacionales

#### Copa Libertadores de América 2014
Unión Española se adjudicó el cupo de Chile 1 de la Copa Libertadores 2014 por ser campeón del Torneo de Transición.

#### Copa Sudamericana 2013
Los representantes chilenos en la Copa Sudamericana 2013, serán los siguientes:
- 1) Chile 1, Universidad de Chile se adjudicó este cupo, por ser campeón de la Copa Chile 2012-13.
- 2) Chile 2, Colo-Colo se adjudicó este cupo, por ser el ganador de la fase regular, del Torneo de Clausura 2012.
- 3) Chile 3, Universidad Católica se adjudicó este cupo, por lograr el 2° lugar en el Torneo de Transición 2013.
- 4) Chile 4, Cobreloa se adjudicó este cupo, por lograr el 3° lugar en el Torneo de Transición 2013.

### Descenso
Finalizado el torneo el club que se ubique en la posición 18.ª de la tabla de Coeficiente de Rendimiento (artículo Especial N°1), descenderá en forma automática a la Primera B y ascenderá un club de Primera B a Primera División. Los ascensos y descensos se harán efectivos a partir de la temporada siguiente a aquella en que se produjeron.
En el evento que durante el desarrollo del campeonato, un equipo fuere sancionado por un órgano competente de la ANFP o externo y producto de esa sanción se determinara su suspensión y/o descenso a la categoría inmediatamente inferior o su desafiliación, este equipo ocupará el último lugar de la tabla que decreta el descenso a Primera B en la Temporada 2013.
Producido el hecho señalado en el artículo precedente, respecto a los puntos disputados o por disputar que correspondan con el equipo sancionado, si la suspensión, descenso o desafiliación se produce en el transcurso del campeonato, los puntos disputados o por disputarse por el equipo sancionado y los equipos que jugaron o jugarán con él, se considerarán nulos.

### Partidos de Promoción
El equipo de Primera División que ocupe el lugar 17°, de la tabla de Coeficiente de Rendimiento al término de la Temporada 2013 y el equipo de Primera B que obtenga el título de Subcampeón de la Temporada 2013, jugarán partidos de promoción, en sistema de ida y vuelta, en el que hará de local en el primer partido el equipo proveniente de la Primera B, de acuerdo con las siguientes reglas.
Las reglas que se aplicarán a estos dos partidos serán las siguientes:
Si al término del segundo partido los equipos resultaren igualados en puntaje, el cupo para Primera División en temporada siguiente, se resolverá de la siguiente manera:
- A) Permanecerá o ascenderá a Primera División, según sea el caso, el equipo que presente la mejor diferencia entre los goles marcados y recibidos. En caso de igualdad,
- B) Permanecerá o ascenderá a Primera División, según sea el caso, el equipo que resulte triunfador en una serie de lanzamientos penales, de acuerdo a las normas impartidas por la International F.A. Board.

### Coeficiente de Rendimiento
- 1) Para efectos de determinar el descenso al término de la temporada 2013 rige, desde la temporada 2010, el "Coeficiente de Rendimiento" (CR), consistente en la división de puntos obtenidos por partidos jugados, de acuerdo a las siguientes reglas:
  - A) Finalizado el respectivo Campeonato se determinará el promedio de puntos conquistados por todos los equipos en las cuatro últimas temporadas disputadas y aquellos cuyos promedios de puntos fuesen menores, serán los que descenderán de categoría, de acuerdo a lo que determine el H. Consejo de Presidentes.
  - B) Para el caso de que algún equipo no hubiere participado en alguno de los Campeonatos que se consideren, el respectivo promedio de puntos se determinará computando los obtenidos en los Campeonatos que hubiere intervenido en la respectiva división.
  - C) El promedio de puntos del equipo que hubiera descendido a Primera B y asciende en la Temporada siguiente, deberá determinarse sin computarle los que obtuvo en el año de su descenso. Los clubes afectados por esta regla son Everton y Ñublense, que sufrieron un descenso en el período de 4 años abarcado por la tabla de coeficientes.
  - D) Si en alguno de los Campeonatos que deba considerarse, la cantidad de partidos fuera distinta, el promedio se determinará dividiendo los puntos obtenidos por la cantidad de partidos jugados por cada equipo durante los cuatro últimos Campeonatos.

- 2) Para los efectos de lo consignado en este artículo, se formará una tabla de Coeficiente de Rendimiento y se mantendrá informado en la página de la ANFP.

- 3) Al final de la temporada 2013, (mes de mayo de 2013) se tomará en consideración el coeficiente de rendimiento correspondiente a las temporadas 2010, 2011, 2012 y 2013.

Fuente: Bases del Torneo de Transición 2013

## Ascensos y descensos
| Pos. | de Primera División                   |
| ---- | ------------------------------------- |
| 15.º | Universidad de Concepción (Promoción) |
| 17.º | Unión San Felipe                      |
| 18.º | Deportes La Serena                    |

| Pos. | de Primera B        |
| ---- | ------------------- |
| 1.º  | San Marcos de Arica |
| 3.º  | Ñublense            |
| 4.º  | Everton (Promoción) |

## Datos de los clubes
|                                              | Audax Italiano       | Bandera de Argentina | Pablo Marini           |  | Santiago (La Florida)                     | Municipal de La Florida                      | 12.000        | Bandera de Italia       | Diadora               | Bandera de Chile          | Traverso S.A.           |
|                                              | Cobreloa             | Bandera de Chile     | Marco Antonio Figueroa |  | Calama                                    | Calvo y Bascuñán                             | 21.178        | Bandera de Italia       | Lotto                 | Bandera de Canadá         | Finning CAT             |
|                                              | Cobresal             | Bandera de Chile     | José Cantillana        |  | El Salvador                               | El Cobre                                     | 20.752        | Bandera de Italia       | Lotto                 | Bandera de Chile          | PF                      |
|                                              | Colo-Colo            | Bandera de Chile     | Hugo González          |  | Santiago (Macul)                          | Monumental                                   | 47.017        | Bandera del Reino Unido | Umbro                 | Bandera de Chile          | Cristal                 |
|                                              | Deportes Antofagasta | Bandera de Chile     | Gustavo Huerta         |  | Antofagasta                               | Calvo y Bascuñán                             | 21.178        | Bandera de Chile        | Training Professional | Bandera de Chile          | Minera Escondida        |
|                                              | Deportes Iquique     | Bandera de Chile     | Jaime Vera             |  | Iquique                                   | Tierra de Campeones                          | 12.000        | Bandera de Italia       | Lotto                 | Bandera de Chile          | ZOFRI                   |
|                                              | Everton              | Bandera de Chile     | Víctor Hugo Castañeda  |  | Viña del Mar                              | Lucio Fariña                                 | 7.680         | Bandera de Chile        | O' Concept            | Bandera de Chile          | Viña Ciudad del Deporte |
|                                              | Huachipato           | Bandera de Chile     | Jorge Pellicer         |  | Talcahuano                                | CAP                                          | 10.500        | Bandera del Reino Unido | Mitre                 | Bandera de Chile          | CAP                     |
|                                              | Ñublense             | Bandera de Chile     | Carlos Rojas           |  | Chillán                                   | Nelson Oyarzún                               | 12.000        | Bandera de Alemania     | Uhlsport              | Bandera de Chile          | PF                      |
|                                              | O'Higgins            | Bandera de Argentina | Eduardo Berizzo        |  | Rancagua                                  | La Granja                                    | 8.000         | Bandera de Italia       | Diadora               | Bandera de Chile          | VTR                     |
|                                              | Palestino            | Bandera de Chile     | Emiliano Astorga       |  | Santiago (La Cisterna)                    | Municipal de La Cisterna                     | 12.000        | Bandera de Chile        | Training Professional | Bandera de Palestina      | Bank of Palestine       |
|                                              | Rangers              | Bandera de Argentina | Dalcio Giovagnoli      |  | Talca                                     | Fiscal de Talca                              | 8.324         | Bandera de Italia       | Lotto                 | Bandera de Chile          | PF                      |
|                                              | San Marcos de Arica  | Bandera de Chile     | Luis Marcoleta         |  | Arica                                     | Carlos Dittborn                              | 14.373        | Bandera de Brasil       | Dalponte              | Bandera de Chile          | TPA                     |
|                                              | Santiago Wanderers   | Bandera de Chile     | Ivo Basay              |  | Valparaíso                                | Lucio Fariña                                 | 7.680         | Bandera del Reino Unido | Mitre                 | Bandera de Chile          | TPS                     |
|                                              | Unión Española       | Bandera de Chile     | José Luis Sierra       |  | Santiago (Independencia)                  | Santa Laura                                  | 22.000        | Bandera de España       | Joma                  | Bandera de España         | Universidad SEK         |
|                                              | Unión La Calera      | Bandera de Argentina | Néstor Craviotto       |  | La Calera                                 | Nicolás Chahuán Nazar                        | 10.000        | Bandera de Chile        | Training Professional | Bandera de Chile          | PF                      |
|                                              | Universidad Católica | Bandera de Uruguay   | Martín Lasarte         |  | Santiago (Las Condes)                     | San Carlos de Apoquindo                      | 20.000        | Bandera de Alemania     | Puma                  | Bandera de Estados Unidos | DirecTV                 |
| Universidad de Chile                         | Universidad de Chile | Bandera de Argentina | Darío Franco           |  | Santiago (Independencia) Santiago (Ñuñoa) | Santa Laura Nacional Julio Martínez Prádanos | 22.000 47.000 | Bandera de Alemania     | Adidas                | Bandera de México         | Claro                   |
| Datos actualizados al día 26 de mayo de 2013 |                      |                      |                        |  |                                           |                                              |               |                         |                       |                           |                         |

- Los siguientes estadios serán remodelados y no se podrán utilizar durante el 2013: Municipal de Calama (capacidad Ampliada a 13.500), Elías Figueroa Brander (capacidad ampliada a 25.500), Sausalito de Viña del Mar (capacidad ampliada a 25.500) y El Teniente de Rancagua (capacidad ampliada a 15.252).

### Cambios de entrenadores
| Equipo           | Entrenadores              | Fecha | Fecha              |
| ---------------- | ------------------------- | ----- | ------------------ |
| Cobresal         | Óscar del Solar           | 1º    | 5º                 |
| Cobresal         | Hermes Navarro (interino) | 6º    | 7º                 |
| Cobresal         | José Cantillana           | 8º    | Fin del Campeonato |
| Colo-Colo        | Omar Labruna              | 1º    | 7º                 |
| Colo-Colo        | Hugo González (interino)  | 8º    | Fin del Campeonato |
| Deportes Iquique | Cristian Díaz             | 1º    | 7º                 |
| Deportes Iquique | Diego Musiano (interino)  | 8º    | 8°                 |
| Deportes Iquique | Jaime Vera                | 9º    | Fin del Campeonato |

## Equipos porregión
| Región             | N.º | Equipos                                                                                           |
| ------------------ | --- | ------------------------------------------------------------------------------------------------- |
| Metropolitana      | 6   | Audax Italiano, Colo-Colo, Palestino, Unión Española, Universidad Católica y Universidad de Chile |
| Valparaíso         | 3   | Everton, Santiago Wanderers y Unión La Calera                                                     |
| Antofagasta        | 2   | Antofagasta y Cobreloa                                                                            |
| Biobío             | 2   | Huachipato y Ñublense                                                                             |
| Arica y Parinacota | 1   | San Marcos de Arica                                                                               |
| Tarapacá           | 1   | Deportes Iquique                                                                                  |
| Atacama            | 1   | Cobresal                                                                                          |
| O'Higgins          | 1   | O'Higgins                                                                                         |
| Maule              | 1   | Rangers                                                                                           |

| San Marcos de Arica Deportes Iquique Deportes Antofagasta Cobreloa Cobresal Unión La Calera Santiago Wanderers Everton Equipos de Santiago O'Higgins Rangers Ñublense Huachipato |
| San Marcos de Arica Deportes Iquique Deportes Antofagasta Cobreloa Cobresal Unión La Calera Santiago Wanderers Everton Equipos de Santiago O'Higgins Rangers Ñublense Huachipato |

| San Marcos de Arica Deportes Iquique Deportes Antofagasta Cobreloa Cobresal Unión La Calera Santiago Wanderers Everton Equipos de Santiago O'Higgins Rangers Ñublense Huachipato |

| Audax Italiano Universidad de Chile Colo-Colo Universidad Católica Unión Española Palestino |

## Clasificación de equipos
Fecha de actualización: 25 de mayo de 2013
|                   | Pos. | Equipos              | PJ | PG | PE | PP | GF | GC | Dif. | Pts. |
| ----------------- | ---- | -------------------- | -- | -- | -- | -- | -- | -- | ---- | ---- |
|                   | 1.   | Unión Española       | 17 | 12 | 2  | 3  | 32 | 12 | 20   | 38   |
| Copa Sudamericana | 2.   | Universidad Católica | 17 | 12 | 2  | 3  | 36 | 19 | 17   | 38   |
| Copa Sudamericana | 3.   | Cobreloa             | 17 | 9  | 7  | 1  | 33 | 18 | 15   | 34   |
|                   | 4.   | O'Higgins            | 17 | 9  | 4  | 4  | 28 | 19 | 9    | 31   |
| Copa Sudamericana | 5.   | Universidad de Chile | 17 | 9  | 3  | 5  | 37 | 29 | 8    | 30   |
|                   | 6.   | Everton              | 17 | 8  | 3  | 6  | 25 | 24 | 1    | 27   |
|                   | 7.   | Unión La Calera      | 17 | 8  | 2  | 7  | 25 | 26 | -1   | 26   |
|                   | 8.   | Rangers              | 17 | 6  | 6  | 5  | 25 | 22 | 3    | 24   |
|                   | 9.   | Santiago Wanderers   | 17 | 7  | 2  | 8  | 22 | 28 | -6   | 23   |
| Copa Sudamericana | 10.  | Colo-Colo            | 17 | 6  | 3  | 8  | 26 | 27 | -1   | 21   |
|                   | 11.  | Palestino            | 17 | 5  | 5  | 7  | 20 | 23 | -3   | 20   |
|                   | 12.  | Ñublense             | 17 | 5  | 5  | 7  | 20 | 26 | -6   | 20   |
|                   | 13.  | Deportes Antofagasta | 17 | 5  | 4  | 8  | 31 | 34 | -3   | 19   |
|                   | 14.  | Audax Italiano       | 17 | 5  | 4  | 8  | 24 | 29 | -5   | 19   |
|                   | 15.  | Huachipato           | 17 | 5  | 4  | 8  | 24 | 31 | -7   | 19   |
|                   | 16.  | Deportes Iquique     | 17 | 3  | 4  | 10 | 14 | 25 | -11  | 13   |
|                   | 17.  | San Marcos de Arica  | 17 | 2  | 6  | 9  | 19 | 34 | -15  | 12   |
|                   | 18.  | Cobresal             | 17 | 3  | 2  | 12 | 22 | 37 | -15  | 11   |

|                   | |
|                   | Campeón y en zona de clasificación a la fase de grupos de la Copa Libertadores 2014; Además jugará la Supercopa de Chile 2013. |
| Copa Sudamericana | Clasificado a la Copa Sudamericana 2013.                                                                                       |

* Nota: Deportes Iquique, Huachipato y Universidad de Chile no participan por los cupos para Copa Sudamericana 2013 (Chile 3 y Chile 4) por clasificar a la fase de grupos de Copa Libertadores 2013.

** Nota: Colo-Colo clasificó a la Copa Sudamericana 2013 (Chile 2) por haber sido el 1º de la Fase Regular del Torneo de Clausura 2012.

*** Nota: Universidad de Chile clasificó a la Copa Sudamericana 2013 (Chile 1) por haber ganado la Copa Chile 2012-13.

Fuente: Estadísticas del Torneo Transición 2013

## Evolución de la clasificación
| Equipo / Fecha       | 01 | 02 | 03 | 04 | 05 | 06 | 07 | 08 | 09 | 10 | 11 | 12 | 13 | 14 | 15 | 16 | 17 |
| -------------------- | -- | -- | -- | -- | -- | -- | -- | -- | -- | -- | -- | -- | -- | -- | -- | -- | -- |
| Audax Italiano       | 6  | 14 | 15 | 17 | 12 | 15 | 16 | 15 | 14 | 14 | 12 | 13 | 12 | 15 | 15 | 15 | 14 |
| Cobreloa             | 1  | 1  | 1  | 5  | 7  | 5  | 3  | 5  | 5  | 5  | 5  | 5  | 5  | 5  | 5  | 4  | 3  |
| Cobresal             | 16 | 18 | 18 | 18 | 18 | 18 | 18 | 18 | 18 | 18 | 18 | 17 | 18 | 18 | 18 | 18 | 18 |
| Colo-Colo            | 18 | 11 | 13 | 8  | 5  | 8  | 10 | 10 | 12 | 8  | 6  | 9  | 9  | 9  | 11 | 9  | 10 |
| Deportes Antofagasta | 15 | 6  | 8  | 11 | 14 | 13 | 15 | 13 | 15 | 15 | 15 | 15 | 14 | 13 | 14 | 12 | 13 |
| Deportes Iquique     | 12 | 16 | 11 | 12 | 15 | 16 | 17 | 17 | 17 | 17 | 17 | 18 | 17 | 17 | 17 | 16 | 16 |
| Everton              | 7  | 2  | 3  | 6  | 3  | 6  | 8  | 8  | 6  | 7  | 10 | 12 | 10 | 10 | 7  | 6  | 6  |
| Huachipato           | 10 | 17 | 17 | 16 | 17 | 14 | 12 | 14 | 11 | 13 | 14 | 14 | 15 | 14 | 10 | 13 | 15 |
| Ñublense             | 8  | 15 | 9  | 7  | 8  | 9  | 7  | 6  | 8  | 6  | 9  | 8  | 8  | 8  | 9  | 11 | 12 |
| O'Higgins            | 14 | 7  | 5  | 3  | 4  | 3  | 2  | 2  | 3  | 3  | 3  | 4  | 1  | 3  | 3  | 3  | 4  |
| Palestino            | 13 | 13 | 16 | 15 | 16 | 17 | 13 | 12 | 10 | 12 | 13 | 11 | 13 | 12 | 13 | 14 | 11 |
| Rangers              | 9  | 4  | 10 | 9  | 11 | 11 | 11 | 9  | 9  | 11 | 11 | 10 | 11 | 11 | 12 | 10 | 8  |
| San Marcos de Arica  | 11 | 3  | 7  | 10 | 13 | 12 | 14 | 16 | 16 | 16 | 16 | 16 | 16 | 16 | 16 | 17 | 17 |
| Santiago Wanderers   | 4  | 10 | 12 | 14 | 10 | 10 | 9  | 11 | 13 | 9  | 7  | 6  | 7  | 7  | 8  | 8  | 9  |
| Unión Española       | 2  | 9  | 4  | 2  | 2  | 2  | 1  | 1  | 1  | 1  | 1  | 1  | 2  | 1  | 1  | 1  | 1  |
| Unión La Calera      | 3  | 12 | 6  | 4  | 6  | 4  | 6  | 7  | 7  | 10 | 8  | 7  | 6  | 6  | 6  | 7  | 7  |
| Universidad Católica | 5  | 5  | 2  | 1  | 1  | 1  | 4  | 3  | 2  | 4  | 4  | 2  | 3  | 2  | 2  | 2  | 2  |
| Universidad de Chile | 17 | 8  | 14 | 13 | 9  | 7  | 5  | 4  | 4  | 2  | 2  | 3  | 4  | 4  | 4  | 5  | 5  |

* Nota: No siempre los partidos de cada jornada se juegan en la fecha programada por diversos motivos. Sin embargo, la evolución de la clasificación de cada equipo se hace bajo el supuesto de que no hay aplazamiento.

## Tabla de descenso
Fecha de actualización: 25 de mayo de 2013
| Pos. | Equipos              | 2010 | 2011 | 2012 | 2013 | Pts. | PJ  | Promedio |
| ---- | -------------------- | ---- | ---- | ---- | ---- | ---- | --- | -------- |
| 1.   | Universidad de Chile | 64   | 74   | 73   | 30   | 241  | 119 | 2,025    |
| 2.   | Universidad Católica | 74   | 66   | 53   | 38   | 231  | 119 | 1,941    |
| 3.   | Colo-Colo            | 71   | 54   | 59   | 21   | 205  | 119 | 1,722    |
| 4.   | Unión Española       | 52   | 55   | 51   | 38   | 196  | 119 | 1,647    |
| 5.   | Everton              | D    | -    | -    | 27   | 27   | 17  | 1,588    |
| 6.   | Audax Italiano       | 65   | 50   | 43   | 19   | 177  | 119 | 1,487    |
| 7.   | O'Higgins            | 41   | 44   | 55   | 31   | 171  | 119 | 1,437    |
| 8.   | Rangers              | -    | -    | 48   | 24   | 72   | 51  | 1,411    |
| 9.   | Deportes Iquique     | -    | 41   | 65   | 13   | 119  | 85  | 1,400    |
| 10.  | Cobreloa             | 39   | 49   | 43   | 34   | 165  | 119 | 1,386    |
| 11.  | Unión La Calera      | -    | 49   | 39   | 26   | 114  | 85  | 1,341    |
| 12.  | Palestino            | 42   | 49   | 48   | 20   | 159  | 119 | 1,336    |
| 13.  | Huachipato           | 48   | 39   | 48   | 19   | 154  | 119 | 1,294    |
| 14.  | Santiago Wanderers   | 45   | 39   | 39   | 23   | 146  | 119 | 1,226    |
| 15.  | Ñublense             | 40   | D    | -    | 20   | 60   | 51  | 1,176    |
| 16.  | Deportes Antofagasta | -    | -    | 37   | 19   | 56   | 51  | 1,098    |
| 17.  | Cobresal             | 42   | 39   | 35   | 11   | 127  | 119 | 1,067    |
| 18.  | San Marcos de Arica  | -    | -    | -    | 12   | 12   | 17  | 0,705    |

|  |                                                                            |
|  | Juega una Liguilla de Promoción contra el subcampeón de la Primera B 2013. |
|  | Desciende a la Primera B 2013-14.                                          |

Fuente: Coeficiente de Rendimiento
- Año de descenso no influye en el coeficiente de rendimiento[2]

## Resultados
|  | Rangers            | 1 - 1                                                                                                   | Audax Italiano       |                      | Fiscal de Talca       | Christian Rojas | 25 de enero   | 19:30 |  |
|  | Huachipato         | 0 - 0                                                                                                   | San Marcos de Arica  |                      | CAP                   | Manuel Acosta   | 25 de enero   | 22:00 |  |
|  | Unión La Calera    | 2 - 1 (enlace roto disponible en Internet Archive; véase el historial, la primera versión y la última). | Antofagasta          |                      | Nicolás Chahuán Nazar | Enrique Osses   | 26 de enero   | 18:30 |  |
|  | Ñublense           | 1 - 1                                                                                                   | Everton              |                      | Nelson Oyarzún        | Rafael Troncoso | 26 de enero   | 21:00 |  |
|  | Deportes Iquique   | 0 - 0                                                                                                   | Palestino            |                      | Tierra de Campeones   | Cristián Andaur | 26 de enero   | 22:00 |  |
|  | Cobresal           | 1 - 2 (enlace roto disponible en Internet Archive; véase el historial, la primera versión y la última). | Unión Española       |                      | El Cobre              | José Campusano  | 27 de enero   | 16:00 |  |
|  | Cobreloa           | 5 - 2 (enlace roto disponible en Internet Archive; véase el historial, la primera versión y la última). | Colo-Colo            |                      | Municipal de Calama   | Carlos Ulloa    | 27 de enero   | 16:00 |  |
|  | O'Higgins          | 0 - 1 (enlace roto disponible en Internet Archive; véase el historial, la primera versión y la última). | Universidad Católica |                      | El Teniente           | Eduardo Gamboa  | 27 de enero   | 18:30 |  |
|  | Santiago Wanderers | 2 - 1 (enlace roto disponible en Internet Archive; véase el historial, la primera versión y la última). | Universidad de Chile | Universidad de Chile | Lucio Fariña          | Claudio Puga    | 27 de febrero | 19:00 |  |

| Universidad de Chile | Universidad de Chile | 1 - 0 (enlace roto disponible en Internet Archive; véase el historial, la primera versión y la última). | Audax Italiano     |  | Santa Laura             | Eduardo Gamboa  | 1 de febrero | 19:30 |  |
|                      | Everton              | 3 - 0 (enlace roto disponible en Internet Archive; véase el historial, la primera versión y la última). | Huachipato         |  | Lucio Fariña            | Enrique Osses   | 1 de febrero | 22:00 |  |
|                      | Universidad Católica | 1 - 1                                                                                                   | Palestino          |  | San Carlos de Apoquindo | Manuel Acosta   | 2 de febrero | 16:00 |  |
|                      | O'Higgins            | 2 - 0 (enlace roto disponible en Internet Archive; véase el historial, la primera versión y la última). | Santiago Wanderers |  | El Teniente             | Claudio Puga    | 2 de febrero | 18:30 |  |
|                      | Unión Española       | 1 - 2 (enlace roto disponible en Internet Archive; véase el historial, la primera versión y la última). | Rangers            |  | Santa Laura             | Jorge Osorio    | 2 de febrero | 21:00 |  |
|                      | San Marcos de Arica  | 3 - 1 (enlace roto disponible en Internet Archive; véase el historial, la primera versión y la última). | Cobresal           |  | Carlos Dittborn         | Patricio Blanca | 2 de febrero | 22:00 |  |
|                      | Cobreloa             | 4 - 1 (enlace roto disponible en Internet Archive; véase el historial, la primera versión y la última). | Deportes Iquique   |  | Municipal de Calama     | Rafael Troncoso | 3 de febrero | 16:00 |  |
|                      | Ñublense             | 0 - 2 (enlace roto disponible en Internet Archive; véase el historial, la primera versión y la última). | Antofagasta        |  | Nelson Oyarzún          | Carlos Ulloa    | 3 de febrero | 16:00 |  |
|                      | Colo-Colo            | 2 - 0 (enlace roto disponible en Internet Archive; véase el historial, la primera versión y la última). | Unión La Calera    |  | Monumental              | Julio Bascuñán  | 3 de febrero | 18:30 |  |

|                      | Audax Italiano       | 1 - 1                                                                                                   | San Marcos de Arica  |  | Municipal de La Florida  | Carlos Ulloa    | 8 de febrero  | 19:30 |  |
|                      | Huachipato           | 0 - 2 (enlace roto disponible en Internet Archive; véase el historial, la primera versión y la última). | O'Higgins            |  | CAP                      | Eduardo Gamboa  | 8 de febrero  | 22:00 |  |
|                      | Deportes Iquique     | 2 - 1 (enlace roto disponible en Internet Archive; véase el historial, la primera versión y la última). | Colo-Colo            |  | Tierra de Campeones      | Patricio Polic  | 9 de febrero  | 16:00 |  |
| Universidad de Chile | Universidad de Chile | 0 - 3 (enlace roto disponible en Internet Archive; véase el historial, la primera versión y la última). | Unión Española       |  | Nacional Julio Martínez  | Cristián Andaur | 9 de febrero  | 18:30 |  |
|                      | Santiago Wanderers   | 3 - 4 (enlace roto disponible en Internet Archive; véase el historial, la primera versión y la última). | Unión La Calera      |  | Lucio Fariña             | Jorge Osorio    | 9 de febrero  | 21:00 |  |
|                      | Cobresal             | 0 - 1 (enlace roto disponible en Internet Archive; véase el historial, la primera versión y la última). | Everton              |  | El Cobre                 | Claudio Aranda  | 10 de febrero | 16:00 |  |
|                      | Antofagasta          | 0 - 0 (enlace roto disponible en Internet Archive; véase el historial, la primera versión y la última). | Cobreloa             |  | Parque Juan López        | José Campusano  | 10 de febrero | 16:30 |  |
|                      | Palestino            | 0 - 1 (enlace roto disponible en Internet Archive; véase el historial, la primera versión y la última). | Ñublense             |  | Municipal de La Cisterna | Claudio Puga    | 10 de febrero | 16:30 |  |
|                      | Rangers              | 0 - 3 (enlace roto disponible en Internet Archive; véase el historial, la primera versión y la última). | Universidad Católica |  | Fiscal de Talca          | Julio Bascuñán  | 10 de febrero | 19:00 |  |

|  | O'Higgins            | 3 - 2 (enlace roto disponible en Internet Archive; véase el historial, la primera versión y la última). | Palestino            |  | El Teniente             | Jorge Osorio    | 15 de febrero | 18:30 |  |
|  | Unión Española       | 4 - 0 (enlace roto disponible en Internet Archive; véase el historial, la primera versión y la última). | Audax Italiano       |  | Santa Laura             | Eduardo Gamboa  | 15 de febrero | 21:00 |  |
|  | Everton              | 1 - 1                                                                                                   | Universidad de Chile |  | Lucio Fariña            | Carlos Ulloa    | 16 de febrero | 16:00 |  |
|  | Unión La Calera      | 1 - 0 (enlace roto disponible en Internet Archive; véase el historial, la primera versión y la última). | Deportes Iquique     |  | Nicolás Chahuán Nazar   | Claudio Puga    | 16 de febrero | 18:30 |  |
|  | Universidad Católica | 4 - 2 (enlace roto disponible en Internet Archive; véase el historial, la primera versión y la última). | Antofagasta          |  | San Carlos de Apoquindo | Patricio Polic  | 16 de febrero | 21:00 |  |
|  | San Marcos de Arica  | 0 - 4 (enlace roto disponible en Internet Archive; véase el historial, la primera versión y la última). | Ñublense             |  | Carlos Dittborn         | Rafael Troncoso | 16 de febrero | 22:00 |  |
|  | Cobresal             | 2 - 2                                                                                                   | Rangers              |  | El Cobre                | Christian Rojas | 17 de febrero | 16:00 |  |
|  | Cobreloa             | 3 - 3                                                                                                   | Huachipato           |  | Parque Juan López       | Claudio Aranda  | 17 de febrero | 16:00 |  |
|  | Colo-Colo            | 1 - 0                                                                                                   | Santiago Wanderers   |  | Monumental              | Julio Bascuñán  | 17 de febrero | 18:30 |  |

|  | Ñublense             | 1 - 1                                                                                                   | O'Higgins           |  | Nelson Oyarzún          | Patricio Blanca | 22 de febrero | 19:30 |  |
|  | Audax Italiano       | 3 - 2 (enlace roto disponible en Internet Archive; véase el historial, la primera versión y la última). | Cobresal            |  | Municipal de La Florida | Claudio Aranda  | 22 de febrero | 22:00 |  |
|  | Rangers              | 2 - 2 (enlace roto disponible en Internet Archive; véase el historial, la primera versión y la última). | Cobreloa            |  | Fiscal de Talca         | Patricio Polic  | 23 de febrero | 16:00 |  |
|  | Palestino            | 1 - 2 (enlace roto disponible en Internet Archive; véase el historial, la primera versión y la última). | Colo-Colo           |  | Nacional Julio Martínez | Enrique Osses   | 23 de febrero | 18:30 |  |
|  | Huachipato           | 0 - 1 (enlace roto disponible en Internet Archive; véase el historial, la primera versión y la última). | Unión Española      |  | CAP                     | Julio Bascuñán  | 23 de febrero | 21:00 |  |
|  | Deportes Iquique     | 0 - 2 (enlace roto disponible en Internet Archive; véase el historial, la primera versión y la última). | Santiago Wanderers  |  | Tierra de Campeones     | Rafael Troncoso | 23 de febrero | 22:00 |  |
|  | Universidad Católica | 4 - 0 (enlace roto disponible en Internet Archive; véase el historial, la primera versión y la última). | Unión La Calera     |  | San Carlos de Apoquindo | Christian Rojas | 24 de febrero | 16:30 |  |
|  | Antofagasta          | 1 - 2 (enlace roto disponible en Internet Archive; véase el historial, la primera versión y la última). | Everton             |  | Parque Juan López       | José Campusano  | 24 de febrero | 17:00 |  |
|  | Universidad de Chile | 6 - 1 (enlace roto disponible en Internet Archive; véase el historial, la primera versión y la última). | San Marcos de Arica |  | Santa Laura             | Jorge Osorio    | 24 de febrero | 19:00 |  |

|  | Unión Española      | 2 - 2 (enlace roto disponible en Internet Archive; véase el historial, la primera versión y la última). | Ñublense             |  | Santa Laura           | Cristián Andaur | 1 de marzo | 20:00 |  |
|  | Cobresal            | 1 - 3                                                                                                   | Universidad de Chile |  | El Cobre              | Eduardo Gamboa  | 2 de marzo | 15:30 |  |
|  | O'Higgins           | 3 - 1 (enlace roto disponible en Internet Archive; véase el historial, la primera versión y la última). | Audax Italiano       |  | La Granja             | Claudio Puga    | 2 de marzo | 18:00 |  |
|  | Huachipato          | 2 - 1 (enlace roto disponible en Internet Archive; véase el historial, la primera versión y la última). | Deportes Iquique     |  | CAP                   | Enrique Osses   | 2 de marzo | 20:30 |  |
|  | San Marcos de Arica | 2 - 2 (enlace roto disponible en Internet Archive; véase el historial, la primera versión y la última). | Everton              |  | Carlos Dittborn       | Christian Rojas | 2 de marzo | 22:00 |  |
|  | Unión La Calera     | 2 - 0 (enlace roto disponible en Internet Archive; véase el historial, la primera versión y la última). | Rangers              |  | Nicolás Chahuán Nazar | José Campusano  | 3 de marzo | 16:00 |  |
|  | Cobreloa            | 4 - 2 (enlace roto disponible en Internet Archive; véase el historial, la primera versión y la última). | Universidad Católica |  | Tierra de Campeones   | Carlos Ulloa    | 3 de marzo | 16:00 |  |
|  | Colo-Colo           | 3 - 3                                                                                                   | Antofagasta          |  | Monumental            | Patricio Blanca | 3 de marzo | 18:30 |  |
|  | Santiago Wanderers  | 0 - 0                                                                                                   | Palestino            |  | Lucio Fariña          | Patricio Polic  | 3 de marzo | 21:00 |  |

|  | Ñublense             | 2 - 1 (enlace roto disponible en Internet Archive; véase el historial, la primera versión y la última). | Cobresal           |  | Nelson Oyarzún           | Enrique Osses   | 8 de marzo  | 19:30 |  |
|  | Everton              | 0 - 1 (enlace roto disponible en Internet Archive; véase el historial, la primera versión y la última). | Cobreloa           |  | Lucio Fariña             | Julio Bascuñán  | 8 de marzo  | 22:00 |  |
|  | Palestino            | 1 - 0 (enlace roto disponible en Internet Archive; véase el historial, la primera versión y la última). | Unión La Calera    |  | Municipal de La Cisterna | Cristián Andaur | 9 de marzo  | 16:00 |  |
|  | Universidad de Chile | 2 - 0 (enlace roto disponible en Internet Archive; véase el historial, la primera versión y la última). | Deportes Iquique   |  | Santa Laura              | Manuel Acosta   | 9 de marzo  | 18:30 |  |
|  | Audax Italiano       | 0 - 1 (enlace roto disponible en Internet Archive; véase el historial, la primera versión y la última). | Huachipato         |  | Municipal de La Florida  | Claudio Aranda  | 9 de marzo  | 21:00 |  |
|  | San Marcos de Arica  | 0 - 1 (enlace roto disponible en Internet Archive; véase el historial, la primera versión y la última). | Unión Española     |  | Carlos Dittborn          | Patricio Blanca | 9 de marzo  | 22:00 |  |
|  | Antofagasta          | 1 - 3 (enlace roto disponible en Internet Archive; véase el historial, la primera versión y la última). | O'Higgins          |  | Parque Juan López        | Eduardo Gamboa  | 10 de marzo | 16:00 |  |
|  | Rangers              | 1 - 0 (enlace roto disponible en Internet Archive; véase el historial, la primera versión y la última). | Colo-Colo          |  | Fiscal de Talca          | Rafael Troncoso | 10 de marzo | 16:00 |  |
|  | Universidad Católica | 2 - 3 (enlace roto disponible en Internet Archive; véase el historial, la primera versión y la última). | Santiago Wanderers |  | San Carlos de Apoquindo  | Jorge Osorio    | 10 de marzo | 18:30 |  |

|  | Santiago Wanderers | 1 - 4 (enlace roto disponible en Internet Archive; véase el historial, la primera versión y la última). | Antofagasta          |  | Lucio Fariña             | Rafael Troncoso | 15 de marzo | 19:30 |  |
|  | O'Higgins          | 2 - 1 (enlace roto disponible en Internet Archive; véase el historial, la primera versión y la última). | San Marcos de Arica  |  | La Granja                | Christian Rojas | 15 de marzo | 22:00 |  |
|  | Unión La Calera    | 2 - 3 (enlace roto disponible en Internet Archive; véase el historial, la primera versión y la última). | Universidad de Chile |  | Lucio Fariña             | Eduardo Gamboa  | 16 de marzo | 16:00 |  |
|  | Huachipato         | 1 - 2 (enlace roto disponible en Internet Archive; véase el historial, la primera versión y la última). | Universidad Católica |  | CAP                      | Julio Bascuñán  | 16 de marzo | 18:30 |  |
|  | Unión Española     | 5 - 0 (enlace roto disponible en Internet Archive; véase el historial, la primera versión y la última). | Everton              |  | Santa Laura              | Patricio Polic  | 16 de marzo | 21:00 |  |
|  | Cobreloa           | 1 - 1                                                                                                   | Audax Italiano       |  | El Cobre                 | Jorge Osorio    | 17 de marzo | 16:00 |  |
|  | Deportes Iquique   | 0 - 2 (enlace roto disponible en Internet Archive; véase el historial, la primera versión y la última). | Rangers              |  | Tierra de Campeones      | José Campusano  | 17 de marzo | 16:00 |  |
|  | Palestino          | 3 - 2 (enlace roto disponible en Internet Archive; véase el historial, la primera versión y la última). | Cobresal             |  | Municipal de La Cisterna | Manuel Acosta   | 17 de marzo | 16:00 |  |
|  | Colo-Colo          | 1 - 1                                                                                                   | Ñublense             |  | Monumental               | Claudio Puga    | 17 de marzo | 18:30 |  |

|  | Rangers              | 0 - 0                                                                                                   | Santiago Wanderers   |  | Fiscal de Talca         | Patricio Polic  | 28 de marzo | 20:00 |  |
|  | Unión Española       | 1 - 0 (enlace roto disponible en Internet Archive; véase el historial, la primera versión y la última). | Deportes Iquique     |  | Santa Laura             | Christian Rojas | 30 de marzo | 12:00 |  |
|  | Everton              | 2 - 0 (enlace roto disponible en Internet Archive; véase el historial, la primera versión y la última). | O'Higgins            |  | Lucio Fariña            | Cristián Andaur | 30 de marzo | 15:30 |  |
|  | Universidad de Chile | 1 - 1                                                                                                   | Cobreloa             |  | Nacional Julio Martínez | Claudio Puga    | 30 de marzo | 18:00 |  |
|  | Ñublense             | 0 - 3 (enlace roto disponible en Internet Archive; véase el historial, la primera versión y la última). | Huachipato           |  | Nelson Oyarzún          | Patricio Blanca | 30 de marzo | 20:30 |  |
|  | San Marcos de Arica  | 1 - 1                                                                                                   | Unión La Calera      |  | Carlos Dittborn         | Claudio Aranda  | 30 de marzo | 22:00 |  |
|  | Cobresal             | 1 - 2 (enlace roto disponible en Internet Archive; véase el historial, la primera versión y la última). | Universidad Católica |  | El Cobre                | José Campusano  | 31 de marzo | 15:30 |  |
|  | Antofagasta          | 1 - 2 (enlace roto disponible en Internet Archive; véase el historial, la primera versión y la última). | Palestino            |  | Calvo y Bascuñán        | Jorge Osorio    | 31 de marzo | 16:00 |  |
|  | Audax Italiano       | 3 - 1                                                                                                   | Colo-Colo            |  | Municipal de La Florida | Enrique Osses   | 31 de marzo | 18:00 |  |

|  | Unión La Calera      | 3 - 3                                                                                                   | Audax Italiano       |  | Nicolás Chahuán Nazar    | Christian Rojas | 5 de abril | 20:00 |  |
|  | Palestino            | 2 - 2                                                                                                   | Rangers              |  | Municipal de La Cisterna | José Campusano  | 6 de abril | 12:30 |  |
|  | Santiago Wanderers   | 3 - 1 (enlace roto disponible en Internet Archive; véase el historial, la primera versión y la última). | San Marcos de Arica  |  | Lucio Fariña             | Manuel Acosta   | 6 de abril | 15:30 |  |
|  | Deportes Iquique     | 1 - 1                                                                                                   | Antofagasta          |  | Tierra de Campeones      | Claudio Aranda  | 6 de abril | 16:00 |  |
|  | Universidad Católica | 1 - 3 (enlace roto disponible en Internet Archive; véase el historial, la primera versión y la última). | Unión Española       |  | San Carlos de Apoquindo  | Claudio Puga    | 6 de abril | 18:00 |  |
|  | O'Higgins            | 2 - 2                                                                                                   | Cobresal             |  | La Granja                | Patricio Polic  | 6 de abril | 20:30 |  |
|  | Huachipato           | 3 - 4 (enlace roto disponible en Internet Archive; véase el historial, la primera versión y la última). | Universidad de Chile |  | CAP                      | Rafael Troncoso | 7 de abril | 15:30 |  |
|  | Cobreloa             | 0 - 2 (enlace roto disponible en Internet Archive; véase el historial, la primera versión y la última). | Ñublense             |  | Calvo y Bascuñán         | Cristián Andaur | 7 de abril | 16:00 |  |
|  | Colo-Colo            | 3 - 0 (enlace roto disponible en Internet Archive; véase el historial, la primera versión y la última). | Everton              |  | Monumental               | Eduardo Gamboa  | 7 de abril | 18:00 |  |

|  | Antofagasta          | 3 - 3                                                                                                   | Huachipato           |  | Calvo y Bascuñán        | Eduardo Gamboa  | 12 de abril | 20:00 |  |
|  | Unión Española       | 0 - 0                                                                                                   | Cobreloa             |  | Santa Laura             | Jorge Osorio    | 13 de abril | 12:30 |  |
|  | Audax Italiano       | 3 - 1 (enlace roto disponible en Internet Archive; véase el historial, la primera versión y la última). | Deportes Iquique     |  | Municipal de La Florida | Claudio Puga    | 13 de abril | 17:00 |  |
|  | Rangers              | 1 - 2 (enlace roto disponible en Internet Archive; véase el historial, la primera versión y la última). | O'Higgins            |  | Fiscal de Talca         | Patricio Blanca | 13 de abril | 19:30 |  |
|  | San Marcos de Arica  | 2 - 3                                                                                                   | Colo-Colo            |  | Carlos Dittborn         | Claudio Aranda  | 13 de abril | 22:00 |  |
|  | Ñublense             | 1 - 3 (enlace roto disponible en Internet Archive; véase el historial, la primera versión y la última). | Universidad Católica |  | Nelson Oyarzún          | Patricio Polic  | 14 de abril | 15:30 |  |
|  | Cobresal             | 1 - 2 (enlace roto disponible en Internet Archive; véase el historial, la primera versión y la última). | Santiago Wanderers   |  | El Cobre                | Cristián Andaur | 14 de abril | 16:00 |  |
|  | Everton              | 2 - 3 (enlace roto disponible en Internet Archive; véase el historial, la primera versión y la última). | Unión La Calera      |  | Lucio Fariña            | Manuel Acosta   | 14 de abril | 18:00 |  |
|  | Universidad de Chile | 4 - 1 (enlace roto disponible en Internet Archive; véase el historial, la primera versión y la última). | Palestino            |  | Santa Laura             | Enrique Osses   | 14 de abril | 18:00 |  |

|  | Santiago Wanderers | 2 - 1 (enlace roto disponible en Internet Archive; véase el historial, la primera versión y la última). | Audax Italiano       |  | Lucio Fariña             | Claudio Aranda  | 19 de abril | 20:00 |  |
|  | Palestino          | 2 - 1 (enlace roto disponible en Internet Archive; véase el historial, la primera versión y la última). | Everton              |  | Municipal de La Cisterna | Cristián Andaur | 20 de abril | 12:30 |  |
|  | O'Higgins          | 2 - 2                                                                                                   | Universidad de Chile |  | Santa Laura              | Eduardo Gamboa  | 20 de abril | 15:30 |  |
|  | Deportes Iquique   | 0 - 1 (enlace roto disponible en Internet Archive; véase el historial, la primera versión y la última). | Ñublense             |  | Tierra de Campeones      | Christian Rojas | 20 de abril | 16:00 |  |
|  | Unión La Calera    | 2 - 1 (enlace roto disponible en Internet Archive; véase el historial, la primera versión y la última). | Unión Española       |  | Nicolás Chahuán Nazar    | Patricio Polic  | 20 de abril | 18:00 |  |
|  | Rangers            | 4 - 1 (enlace roto disponible en Internet Archive; véase el historial, la primera versión y la última). | Antofagasta          |  | Fiscal de Talca          | Jorge Osorio    | 20 de abril | 20:30 |  |
|  | Colo-Colo          | 0 - 1 (enlace roto disponible en Internet Archive; véase el historial, la primera versión y la última). | Universidad Católica |  | Monumental               | Enrique Osses   | 21 de abril | 15:30 |  |
|  | Cobreloa           | 2 - 1 (enlace roto disponible en Internet Archive; véase el historial, la primera versión y la última). | San Marcos de Arica  |  | Calvo y Bascuñán         | Rafael Troncoso | 21 de abril | 16:00 |  |
|  | Huachipato         | 0 - 2 (enlace roto disponible en Internet Archive; véase el historial, la primera versión y la última). | Cobresal             |  | CAP                      | Patricio Blanca | 21 de abril | 18:30 |  |

|  | Unión Española       | 0 - 2 (enlace roto disponible en Internet Archive; véase el historial, la primera versión y la última). | O'Higgins            |  | Santa Laura             | Manuel Acosta   | 26 de abril | 20:00 |  |
|  | Everton              | 3 - 0 (enlace roto disponible en Internet Archive; véase el historial, la primera versión y la última). | Santiago Wanderers   |  | Lucio Fariña            | Enrique Osses   | 27 de abril | 12:30 |  |
|  | Audax Italiano       | 1 - 0 (enlace roto disponible en Internet Archive; véase el historial, la primera versión y la última). | Palestino            |  | Municipal de La Florida | Eduardo Gamboa  | 27 de abril | 17:00 |  |
|  | Universidad Católica | 1 - 1                                                                                                   | Deportes Iquique     |  | San Carlos de Apoquindo | Jorge Osorio    | 27 de abril | 19:30 |  |
|  | San Marcos de Arica  | 1 - 0 (enlace roto disponible en Internet Archive; véase el historial, la primera versión y la última). | Rangers              |  | Carlos Dittborn         | Christian Rojas | 27 de abril | 22:00 |  |
|  | Cobresal             | 1 - 4 (enlace roto disponible en Internet Archive; véase el historial, la primera versión y la última). | Cobreloa             |  | El Cobre                | Cristián Andaur | 28 de abril | 16:00 |  |
|  | Ñublense             | 0 - 2 (enlace roto disponible en Internet Archive; véase el historial, la primera versión y la última). | Unión La Calera      |  | Nelson Oyarzún          | José Campusano  | 28 de abril | 16:00 |  |
|  | Antofagasta          | 4 - 2 (enlace roto disponible en Internet Archive; véase el historial, la primera versión y la última). | Universidad de Chile |  | Calvo y Bascuñán        | Claudio Puga    | 28 de abril | 16:00 |  |
|  | Colo-Colo            | 2 - 2                                                                                                   | Huachipato           |  | Monumental              | Rafael Troncoso | 28 de abril | 18:30 |  |

|                      | O'Higgins            | 1 - 1                                                                                                   | Cobreloa            |  | La Granja                | Jorge Osorio    | 3 de mayo | 20:00 |  |
|                      | Palestino            | 2 - 2                                                                                                   | San Marcos de Arica |  | Municipal de La Cisterna | Rafael Troncoso | 4 de mayo | 12:30 |  |
|                      | Santiago Wanderers   | 0 - 2 (enlace roto disponible en Internet Archive; véase el historial, la primera versión y la última). | Unión Española      |  | Lucio Fariña             | Carlos Ulloa    | 4 de mayo | 15:30 |  |
|                      | Deportes Iquique     | 3 - 0 (enlace roto disponible en Internet Archive; véase el historial, la primera versión y la última). | Cobresal            |  | Tierra de Campeones      | Christian Rojas | 4 de mayo | 16:00 |  |
|                      | Universidad Católica | 2 - 0 (enlace roto disponible en Internet Archive; véase el historial, la primera versión y la última). | Everton             |  | San Carlos de Apoquindo  | Patricio Polic  | 4 de mayo | 18:00 |  |
|                      | Antofagasta          | 1 - 0 (enlace roto disponible en Internet Archive; véase el historial, la primera versión y la última). | Audax Italiano      |  | Calvo y Bascuñán         | Patricio Blanca | 4 de mayo | 18:00 |  |
|                      | Rangers              | 0 - 0 (enlace roto disponible en Internet Archive; véase el historial, la primera versión y la última). | Ñublense            |  | Fiscal de Talca          | Claudio Puga    | 4 de mayo | 20:30 |  |
| Universidad de Chile | Universidad de Chile | 3 - 2 (enlace roto disponible en Internet Archive; véase el historial, la primera versión y la última). | Colo-Colo           |  | Nacional Julio Martínez  | Julio Bascuñán  | 5 de mayo | 12:00 |  |
|                      | Unión La Calera      | 0 - 1 (enlace roto disponible en Internet Archive; véase el historial, la primera versión y la última). | Huachipato          |  | Nicolás Chahuán Nazar    | Eduardo Gamboa  | 5 de mayo | 18:00 |  |

|  | Huachipato          | 3 - 1 (enlace roto disponible en Internet Archive; véase el historial, la primera versión y la última). | Santiago Wanderers   |  | CAP                     | Claudio Aranda  | 10 de mayo | 20:00 |  |
|  | Unión Española      | 3 - 1 (enlace roto disponible en Internet Archive; véase el historial, la primera versión y la última). | Antofagasta          |  | Santa Laura             | Claudio Puga    | 11 de mayo | 12:30 |  |
|  | San Marcos de Arica | 1 - 1                                                                                                   | Deportes Iquique     |  | Carlos Dittborn         | Eduardo Gamboa  | 11 de mayo | 15:00 |  |
|  | Audax Italiano      | 1 - 2 (enlace roto disponible en Internet Archive; véase el historial, la primera versión y la última). | Universidad Católica |  | Municipal de La Florida | Enrique Osses   | 11 de mayo | 17:00 |  |
|  | Everton             | 2 - 1 (enlace roto disponible en Internet Archive; véase el historial, la primera versión y la última). | Rangers              |  | Lucio Fariña            | Jorge Osorio    | 11 de mayo | 19:30 |  |
|  | Ñublense            | 1 - 3 (enlace roto disponible en Internet Archive; véase el historial, la primera versión y la última). | Universidad de Chile |  | Nelson Oyarzún          | Patricio Polic  | 12 de mayo | 15:30 |  |
|  | Cobresal            | 2 - 1 (enlace roto disponible en Internet Archive; véase el historial, la primera versión y la última). | Unión La Calera      |  | El Cobre                | Cristián Andaur | 12 de mayo | 16:00 |  |
|  | Cobreloa            | 1 - 0 (enlace roto disponible en Internet Archive; véase el historial, la primera versión y la última). | Palestino            |  | Calvo y Bascuñán        | José Campusano  | 12 de mayo | 16:00 |  |
|  | Colo-Colo           | 1 - 2 (enlace roto disponible en Internet Archive; véase el historial, la primera versión y la última). | O'Higgins            |  | Monumental              | Carlos Ulloa    | 12 de mayo | 18:00 |  |

|  | Audax Italiano       | 1 - 3 (enlace roto disponible en Internet Archive; véase el historial, la primera versión y la última). | Everton                 |                      | Municipal de La Florida | Claudio Aranda  | 17 de mayo | 20:00 |  |
|  | Palestino            | 1 - 2 (enlace roto disponible en Internet Archive; véase el historial, la primera versión y la última). | Unión Española          |                      | Nacional Julio Martínez | Carlos Ulloa    | 18 de mayo | 12:30 |  |
|  | Unión La Calera      | 1 - 2 (enlace roto disponible en Internet Archive; véase el historial, la primera versión y la última). | Cobreloa                |                      | Nicolás Chahuán Nazar   | Rafael Troncoso | 18 de mayo | 15:30 |  |
|  | Colo-Colo            | 2 - 0 (enlace roto disponible en Internet Archive; véase el historial, la primera versión y la última). | Cobresal                |                      | Monumental              | Christian Rojas | 18 de mayo | 18:00 |  |
|  | Antofagasta          | 3 - 1 (enlace roto disponible en Internet Archive; véase el historial, la primera versión y la última). | San Marcos de Arica (D) |                      | Calvo y Bascuñán        | Patricio Polic  | 18 de mayo | 18:00 |  |
|  | Santiago Wanderers   | 3 - 1 (enlace roto disponible en Internet Archive; véase el historial, la primera versión y la última). | Ñublense                |                      | Lucio Fariña            | Patricio Blanca | 18 de mayo | 20:30 |  |
|  | Universidad Católica | 3 - 0 (enlace roto disponible en Internet Archive; véase el historial, la primera versión y la última). | Universidad de Chile    | Universidad de Chile | San Carlos de Apoquindo | Jorge Osorio    | 19 de mayo | 12:00 |  |
|  | Deportes Iquique     | 2 - 1 (enlace roto disponible en Internet Archive; véase el historial, la primera versión y la última). | O'Higgins               |                      | Tierra de Campeones     | Claudio Puga    | 19 de mayo | 16:00 |  |
|  | Rangers              | 5 - 2 (enlace roto disponible en Internet Archive; véase el historial, la primera versión y la última). | Huachipato              |                      | Fiscal de Talca         | Cristián Andaur | 19 de mayo | 18:30 |  |

| Universidad de Chile | Universidad de Chile | 1 - 2 (enlace roto disponible en Internet Archive; véase el historial, la primera versión y la última). | Rangers              |  | Nacional Julio Martínez | Manuel Acosta   | 24 de mayo | 20:00 |         |
|                      | Ñublense             | 2 - 4 (enlace roto disponible en Internet Archive; véase el historial, la primera versión y la última). | Audax Italiano       |  | Nelson Oyarzún          | Rafael Troncoso | 25 de mayo | 12:30 |         |
|                      | O'Higgins            | 0 - 1 (enlace roto disponible en Internet Archive; véase el historial, la primera versión y la última). | Unión La Calera      |  | Monumental              | Julio Bascuñán  | 25 de mayo | 16:00 | [ n 2 ] |
|                      | Cobreloa             | 2 - 0 (enlace roto disponible en Internet Archive; véase el historial, la primera versión y la última). | Santiago Wanderers   |  | Calvo y Bascuñán        | Cristián Andaur | 25 de mayo | 16:00 |         |
|                      | Cobresal             | 3 - 2 (enlace roto disponible en Internet Archive; véase el historial, la primera versión y la última). | Antofagasta          |  | El Cobre                | José Campusano  | 25 de mayo | 16:00 |         |
|                      | Huachipato           | 0 - 2 (enlace roto disponible en Internet Archive; véase el historial, la primera versión y la última). | Palestino            |  | CAP                     | Patricio Blanca | 25 de mayo | 18:15 |         |
|                      | Everton              | 2 - 1 (enlace roto disponible en Internet Archive; véase el historial, la primera versión y la última). | Deportes Iquique     |  | Lucio Fariña            | Jorge Osorio    | 25 de mayo | 20:30 |         |
|                      | Unión Española (C)   | 1 - 0 (enlace roto disponible en Internet Archive; véase el historial, la primera versión y la última). | Colo-Colo            |  | Santa Laura             | Eduardo Gamboa  | 26 de mayo | 15:30 |         |
|                      | San Marcos de Arica  | 1 - 2 (enlace roto disponible en Internet Archive; véase el historial, la primera versión y la última). | Universidad Católica |  | Carlos Dittborn         | Claudio Puga    | 26 de mayo | 15:30 | [ n 2 ] |

Fuente: Marcador en vivo del Torneo de Transición 2013 Archivado el 7 de enero de 2013 en Wayback Machine.

## Campeón
|                        |
| Campeón Unión Española |
| 7.° título             |
|                        |

## Liguilla de promoción contra Primera División

### Detalles
La disputarán Cobresal, que terminó en el puesto 17º de la Tabla del promedio de coeficiente de rendimiento de la Primera División, contra Curicó Unido, equipo que resultó ser el subcampeón del Torneo de Transición de la Primera B 2013, cuya llave se jugará en partidos de ida y vuelta respectivamente.
Cobresal disputa esta liguilla de Promoción, por segundo año consecutivo (ya venció a Barnechea el año pasado) y quería ganarlo nuevamente, esta vez frente a un Curicó Unido, que aún no se sacaba la espina, de perder el título del Torneo de Transición de la Primera B en su estadio, frente a un duro rival como es la Universidad de Concepción, que arruinó el sueño de los curicanos de ascender automáticamente. Curicó Unido no disputaba la Liguilla de Promoción desde la temporada 2010, cuando la perdió justamente el elenco del "campanil" y tendría una nueva oportunidad de ascender por esta vía, frente a un rival que se convirtió ahora, en el equipo que más Liguillas de Promoción ha disputado en la historia.
En la ida jugada en Curicó y con el arbitraje de Julio Bascuñán, curicanos y mineros protagonizaron un entretenido partido, que finalmente terminó sin goles por lado. Este empate en el Estadio La Granja, dejó a Cobresal con la primera opción, de permanecer en la Primera División para la revancha del domingo 2 de julio, en el Estadio El Cobre de El Salvador y con arbitraje de Eduardo Gamboa. Precisamente en la revancha jugada en el norte, Jean Paul Pineda, Ever Cantero y Lucas Parodi anotaron los goles de los mineros, que aseguraron su permanencia en Primera División y arruinaron el sueño de los curicanos, de llegar a la máxima categoría, por segunda vez en su historia. Curicó Unido sufrió el mismo síndrome de Barnechea, de verse perjudicado por el horario del partido, el calor y la altura que había en El Salvador.

### Resolución de la llave
Si al final del segundo partido de la llave, los clubes hubieran resultado igualados en puntaje, permanece en la Primera División (en caso de que gane Cobresal) o asciende a la Primera División (en caso de que gane Curicó Unido), se resolverán de la siguiente manera:
- El equipo que presente la mejor diferencia entre los goles marcados y recibidos en los respectivos partidos. No serán válidos los goles de visita en las 2 llaves.
- El equipo que resulte triunfador en una serie de lanzamientos penales, que se efectúen si se produce empate en el marcador global de una o las 2 llaves, de acuerdo a las normas impartidas por la International F.A. Board.

#### Cobresal vs Curicó Unido
| 29 de mayo de 2013, 20:00 | Curicó Unido | 0:0 (0:0) | Cobresal | Estadio La Granja, Curicó (Curicó)                        |                                                           |
|                           |              | Reporte   |          | Asistencia: 3.110 espectadores Árbitro(s): Julio Bascuñán | Asistencia: 3.110 espectadores Árbitro(s): Julio Bascuñán |

| 2 de junio de 2013, 15:30 | Cobresal                              | 3:0 (1:0) | Curicó Unido | El Cobre, El Salvador                                     |                                                           |
|                           | Pineda 40' · Cantero 46' · Parodi 67' | Reporte   |              | Asistencia: 2.663 espectadores Árbitro(s): Eduardo Gamboa | Asistencia: 2.663 espectadores Árbitro(s): Eduardo Gamboa |

- Cobresal ganó 3-0 en el marcador global y se mantiene en Primera División.

## Estadísticas
Fecha de actualización: 24 de mayo de 2013

Simbología:

: Goles anotados.

| Jugador         | Equipo               | Goles anotados |
| --------------- | -------------------- | -------------- |
| Javier Elizondo | Deportes Antofagasta | 14             |
| Sebastián Sáez  | Audax Italiano       | 14             |
| Sebastián Pol   | Cobreloa             | 11             |
| Carlos Muñoz    | Colo-Colo            | 9              |
| Patricio Rubio  | Unión Española       | 8              |
| Ismael Sosa     | Universidad Católica | 8              |
| Isaac Díaz      | Universidad de Chile | 8              |
| Javier Grbec    | Ñublense             | 7              |
| Pablo Calandria | O'Higgins            | 7              |

### Tripletas, pókers o manos
Aquí se encuentra la lista de tripletas o hat-tricks, póker de goles y manos (en general, tres o más goles anotados por un jugador en un mismo encuentro) convertidos en la temporada.
| Fecha     | Jugador         | Goles                 | Local                | Resultado | Visitante            | Jornada |
| --------- | --------------- | --------------------- | -------------------- | --------- | -------------------- | ------- |
| 15/3/2013 | Javier Elizondo | 82' · 84' · 90+3'     | Santiago Wanderers   | 1 - 4     | Deportes Antofagasta | 8       |
| 31/3/2013 | Sebastián Sáez  | 9' · 19' · 27'        | Audax Italiano       | 3 - 1     | Colo-Colo            | 9       |
| 5/4/2013  | Sebastián Sáez  | 26' · 40' · 51'       | Unión La Calera      | 3 - 3     | Audax Italiano       | 10      |
| 12/4/2013 | Javier Elizondo | 48' · 60' · 87'       | Deportes Antofagasta | 3 - 3     | Huachipato           | 11      |
| 28/4/2013 | Javier Elizondo | 28' · 49' · 56' · 87' | Deportes Antofagasta | 4 - 2     | Universidad de Chile | 13      |
| 11/5/2013 | Gustavo Canales | 28' · 67' · 77'       | Unión Española       | 3 - 1     | Deportes Antofagasta | 15      |

## Expulsados
Fecha de actualización: 25 de mayo de 2013
| Néstor Contreras   | San Marcos de Arica  | Expulsado | Capitán |
| Miguel Escalona    | Palestino            | Expulsado |         |
| Cristóbal González | Cobresal             | Expulsado |         |
| Leandro Delgado    | Colo-Colo            | Expulsado |         |
| Isaac Díaz         | Universidad de Chile | Expulsado |         |

| Gamadiel García  | Audax Italiano | Otorgado · Otorgado otra vez · Expulsado |  |
| Francisco Arrué  | Huachipato     | Expulsado                                |  |
| Esteban Carvajal | Palestino      | Expulsado                                |  |

| Federico Scoppa   | San Marcos de Arica | Otorgado · Otorgado otra vez · Expulsado |  |
| Luis Alegría      | Cobresal            | Otorgado · Otorgado otra vez · Expulsado |  |
| Orlando Gutiérrez | Everton             | Otorgado · Otorgado otra vez · Expulsado |  |
| Juan Silva        | Rangers             | Expulsado                                |  |

| Miguel Escalona | Palestino | Expulsado |  |
| Cristian Cuevas | O'Higgins | Expulsado |  |

| Adolfo Lima      | Ñublense  | Expulsado |            |
| Boris Sagredo    | O'Higgins | Expulsado |            |
| Sebastián Cuerdo | Cobresal  | Expulsado | Guardameta |
| Gervasio Núñez   | Rangers   | Expulsado |            |
| Roberto Ávalos   | Palestino | Expulsado |            |

| Carlos Labrín     | Huachipato         | Expulsado                                |  |
| Camilo Ponce      | Everton            | Expulsado                                |  |
| Diego Silva       | Cobreloa           | Expulsado                                |  |
| Alejandro Delfino | Antofagasta        | Expulsado                                |  |
| Rodrigo Toloza    | Santiago Wanderers | Otorgado · Otorgado otra vez · Expulsado |  |

| Wladimir Herrera   | Cobresal            | Expulsado                                |  |
| Ángel Rojas        | Everton             | Otorgado · Otorgado otra vez · Expulsado |  |
| René Lima          | Cobreloa            | Otorgado · Otorgado otra vez · Expulsado |  |
| Francisco Castro   | Unión Española      | Expulsado                                |  |
| Daniel Mustafa     | San Marcos de Arica | Expulsado                                |  |
| Renato Ramos       | San Marcos de Arica | Expulsado                                |  |
| Juan Luis González | Antofagasta         | Expulsado                                |  |

| Renán Addles     | Unión La Calera      | Expulsado |  |
| Nicolás Castillo | Universidad Católica | Expulsado |  |
| Marcos Velásquez | Everton              | Expulsado |  |

| Nicolás Peric     | Rangers             | Expulsado | Capitán |
| Alejandro Vásquez | Cobreloa            | Expulsado |         |
| José Pedroso      | San Marcos de Arica | Expulsado |         |
| Leandro Benegas   | Unión La Calera     | Expulsado |         |

| Alejandro Delfino | Antofagasta          | Expulsado                                |  |
| Hans Martínez     | Universidad Católica | Otorgado · Otorgado otra vez · Expulsado |  |
| Gerardo Martínez  | Cobresal             | Expulsado                                |  |

| Daniel González | Huachipato | Otorgado · Otorgado otra vez · Expulsado |  |
| Luis Alegría    | Cobresal   | Expulsado                                |  |

| Leandro Torres       | Santiago Wanderers   | Otorgado · Otorgado otra vez · Expulsado |  |
| Iván Vásquez         | Audax Italiano       | Expulsado                                |  |
| Dagoberto Currimilla | Unión Española       | Expulsado                                |  |
| Felipe Flores        | Colo-Colo            | Expulsado                                |  |
| Nicolás Castillo     | Universidad Católica | Expulsado                                |  |
| José Pedroso         | San Marcos de Arica  | Expulsado                                |  |

| Ezequiel Luna | Santiago Wanderers | Otorgado · Otorgado otra vez · Expulsado |  |
| Diego Silva   | Cobreloa           | Expulsado                                |  |

| Federico Scoppa  | San Marcos de Arica | Expulsado                                |         |
| Nicolás Ortiz    | Deportes Iquique    | Otorgado · Otorgado otra vez · Expulsado |         |
| Luis Mena        | Colo-Colo           | Expulsado                                | Capitán |
| Carlos Muñoz     | Colo-Colo           | Otorgado · Otorgado otra vez · Expulsado |         |
| Gabriel Sandoval | Huachipato          | Expulsado                                |         |

| Ezequiel Luna | Santiago Wanderers | Expulsado |  |
| Diego Rosende | Palestino          | Expulsado |  |

| Mario Berríos            | Unión La Calera      | Expulsado                                |            |
| Rodrigo Ramírez          | Cobresal             | Expulsado                                |            |
| Juan Guillermo Domínguez | Colo-Colo            | Expulsado                                |            |
| Luis Cabrera             | Antofagasta          | Expulsado                                |            |
| Daniel Briceño           | San Marcos de Arica  | Expulsado                                |            |
| Alfonso Parot            | Universidad Católica | Expulsado                                |            |
| Juan Ignacio Duma        | Universidad de Chile | Expulsado                                |            |
| Mariano Uglessich        | O'Higgins            | Expulsado                                |            |
| Luis Marín               | O'Higgins            | Expulsado                                | Guardameta |
| Carlos Labrín            | Huachipato           | Otorgado · Otorgado otra vez · Expulsado |            |
| Francisco Tapia          | Rangers              | Otorgado · Otorgado otra vez · Expulsado |            |

| Mauricio Zenteno | Deportes Iquique | Otorgado · Otorgado otra vez · Expulsado |  |

## Asistencia a los estadios

### 20 partidos con mayor asistencia
| Fecha | Estadio                 | Ciudad                   | Local                | Visita               | Público |
| ----- | ----------------------- | ------------------------ | -------------------- | -------------------- | ------- |
| 14    | Nacional                | Santiago (Ñuñoa)         | Universidad de Chile | Colo-Colo            | 41.527  |
| 12    | Monumental              | Santiago (Macul)         | Colo-Colo            | Universidad Católica | 32.098  |
| 5     | Monumental              | Santiago (Macul)         | Colo Colo            | Ñublense             | 17.497  |
| 17    | Santa Laura             | Santiago (Independencia) | Unión Española       | Colo-Colo            | 16.851  |
| 6     | Monumental              | Santiago (Macul)         | Colo-Colo            | Deportes Antofagasta | 16.515  |
| 4     | Monumental              | Santiago (Macul)         | Colo-Colo            | Santiago Wanderers   | 14.639  |
| 9     | Nacional                | Santiago (Ñuñoa)         | Universidad de Chile | Cobreloa             | 14.299  |
| 17    | Nacional                | Santiago (Ñuñoa)         | Universidad de Chile | Rangers de Talca     | 13.749  |
| 3     | Nacional                | Santiago (Ñuñoa)         | Universidad de Chile | Unión Española       | 12.816  |
| 10    | San Carlos de Apoquindo | Santiago (Las Condes)    | Universidad Católica | Unión Española       | 11.889  |
| 16    | San Carlos de Apoquindo | Santiago (Las Condes)    | Universidad Católica | Universidad de Chile | 11.735  |
| 7     | San Carlos de Apoquindo | Santiago (Las Condes)    | Universidad Católica | Santiago Wanderers   | 11.175  |
| 2     | Monumental              | Santiago (Macul)         | Colo-Colo            | Unión La Calera      | 10.487  |
| 9     | Calvo y Bascuñán        | Antofagasta              | Deportes Antofagasta | Palestino            | 10.124  |
| 10    | Monumental              | Santiago (Macul)         | Colo-Colo            | Everton              | 10.026  |
| 7     | Santa Laura             | Santiago (Independencia) | Universidad de Chile | Deportes Iquique     | 9.830   |
| 17    | Estadio Carlos Dittborn | Arica                    | San Marcos de Arica  | Universidad Católica | 9.744   |
| 5     | San Carlos de Apoquindo | Santiago (Las Condes)    | Universidad Católica | Unión La Calera      | 9.312   |
| 2     | Santa Laura             | Santiago (Independencia) | Universidad de Chile | Audax Italiano       | 9.214   |

*Nota: Todos los números según Plan Estadio Seguro.